# Saint-Fiacre-sur-Maine
Pour les articles homonymes, voir Saint-Fiacre.
Saint-Fiacre-sur-Maine est une commune de l'Ouest de la France, située dans le département de la Loire-Atlantique, en région Pays de la Loire.

## Géographie
Situation

Situation de la commune de Saint-Fiacre-sur-Maine dans le département de la Loire-Atlantique.

La commune est située à la confluence de la Sèvre et de la Maine qui marquent respectivement les limites nord et sud de son territoire. Le bourg, qui se trouve à 2,4 km en amont de celle confluence, à mi-chemin entre les deux cours d'eau, est à 15 km au sud-est de Nantes et 12 km au nord-ouest de Clisson.
La superficie de la commune est de 5,97 km2.
Les communes limitrophes sont Vertou, La Haie-Fouassière, Maisdon-sur-Sèvre et Château-Thébaud.
Géographie humaine
Les coteaux de vignes qui représentent les quatre cinquièmes de la superficie de la commune règnent à 360° autour du village, avec forêts, et chemins praticables à VTT ou à pied qui sont classés parmi les plus remarquables de la région.
Saint-Fiacre propose à ses habitants et aux visiteurs des sites de détente (promenade, pêche...) avec notamment le sentier botanique de La Cantrie.
On y trouve également des caves restaurées, lieux d'expositions culturelles, ainsi que d'étonnantes maisons de vignerons aux escaliers extérieurs, typiques de l'architecture locale.

### Climat
Pour des articles plus généraux, voir Climat des Pays de la Loire et Climat de la Loire-Atlantique.
En 2010, le climat de la commune est de type climat océanique franc, selon une étude du CNRS s'appuyant sur une série de données couvrant la période 1971-2000. En 2020, Météo-France publie une typologie des climats de la France métropolitaine dans laquelle la commune est exposée à un climat océanique et est dans la région climatique  Bretagne orientale et méridionale, Pays nantais, Vendée, caractérisée par une faible pluviométrie en été et une bonne insolation. 
Pour la période 1971-2000, la température annuelle moyenne est de 12 °C, avec une amplitude thermique annuelle de 13,6 °C. Le cumul annuel moyen de précipitations est de 853 mm, avec 13 jours de précipitations en janvier et 6,3 jours en juillet. Pour la période 1991-2020, la température moyenne annuelle observée sur la station météorologique de Météo-France la plus proche, « Haie-Fouassière », sur la commune de La Haie-Fouassière à 2 km à vol d'oiseau, est de 12,8 °C et le cumul annuel moyen de précipitations est de 858,5 mm,. Pour l'avenir, les paramètres climatiques de la commune estimés pour 2050 selon différents scénarios d'émission de gaz à effet de serre sont consultables sur un site dédié publié par Météo-France en novembre 2022.

## Urbanisme

### Typologie
Au 1er janvier 2024, Saint-Fiacre-sur-Maine est catégorisée commune rurale à habitat dispersé, selon la nouvelle grille communale de densité à sept niveaux définie par l'Insee en 2022.
Elle est située hors unité urbaine. Par ailleurs la commune fait partie de l'aire d'attraction de Nantes, dont elle est une commune de la couronne,. Cette aire, qui regroupe 116 communes, est catégorisée dans les aires de 700 000 habitants ou plus (hors Paris),.

### Occupation des sols
L'occupation des sols de la commune, telle qu'elle ressort de la base de données européenne d’occupation biophysique des sols Corine Land Cover (CLC), est marquée par l'importance des territoires agricoles (95,2 % en 2018), une proportion identique à celle de 1990 (95,2 %). La répartition détaillée en 2018 est la suivante : 
cultures permanentes (59,8 %), prairies (26,9 %), zones agricoles hétérogènes (8,5 %), forêts (4,8 %). L'évolution de l’occupation des sols de la commune et de ses infrastructures peut être observée sur les différentes représentations cartographiques du territoire : la carte de Cassini (XVIIIe siècle), la carte d'état-major (1820-1866) et les cartes ou photos aériennes de l'IGN pour la période actuelle (1950 à aujourd'hui).

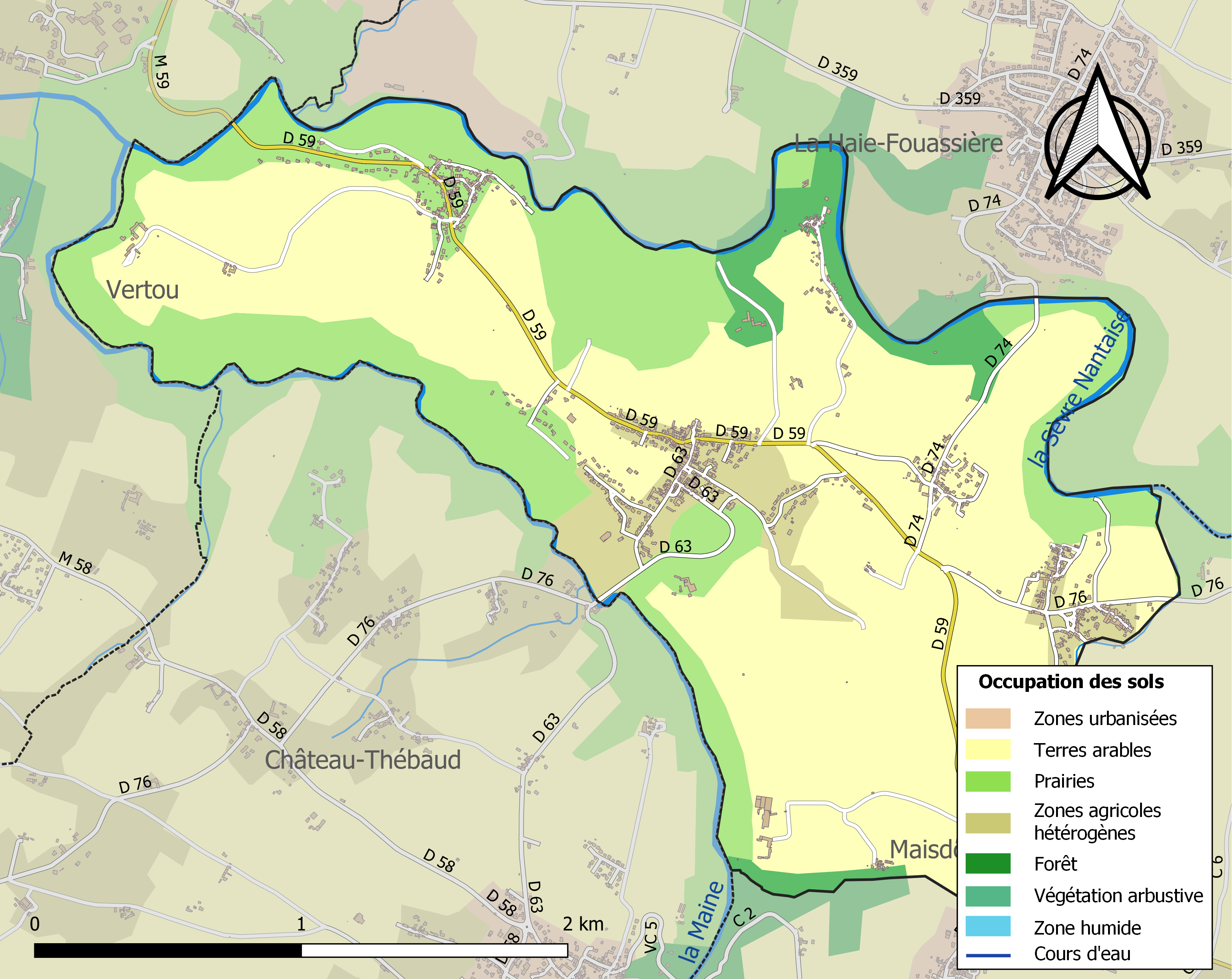
Carte des infrastructures et de l'occupation des sols de la commune en 2018 (CLC).

## Lieux-dits et écarts
La commune possède plusieurs villages et lieux-dits répandus sur la commune:
- Le Coin (Le Coin fut jadis le refuge des fées. Tolérées par les Celtes et les Romains, les fées du Coin maintinrent leur culte et leur indépendance assez tard, puisque ce n'est qu'au XIIe siècle que le christianisme s'implanta et domina sous le patronage de saint Fiacre et de saint Hubert)[13].
- La Chasseloire.
- La Cantrie (ou Canterie) Jusqu'à la fin du XVIIIe siècle, ces trois seigneuries se partagent le territoire de Saint-Fiacre-sur-Maine[13]
- La Bourchinière
- La Hautière
- La Métairie
- La Pétière
- Les Gras Moutons (rattaché à la commune de Saint-Fiacre-sur-Maine en 1930)

## Toponymie
Saint-Fiacre-sur-Maine s'appelle primitivement Le Coin ou Saint-Hilaire-du-Coin (Sanctus Hilarius del Cugno) au VIe siècle.
Le nom de la localité est attesté sous les formes Sanctus Hilarius de Cuneo en 1179, Saint Hilaire du Coign en 1431, Sanctus Fiacrius de Cognio en 1574.
Saint-Hilaire, évêque de Poitiers, fut le premier évangélisateur d'où le nom de Saint-Hilaire-du-Coin. Plus tard on lui préféra Saint-Fiacre.
Ensuite la commune prit le nom de Saint-Fiacre-sur-Maine en 1920.
Saint-Fiacre-sur-Maine se trouve dans la zone de transition entre poitevin et gallo. En gallo, son nom est Saint Fiacr (écriture ABCD) ou Sint Fiacr (écriture  MOGA) et se prononce [sɛ̃fjak].
La forme bretonne proposée par l'Office public de la langue bretonne est Sant-Fieg-ar-Mewan.

## Histoire
La localité est fondée au VIe siècle. Elle dépendait du marquisat de Goulaine.

## Emblèmes

### Héraldique
| Blason | Blasonnement : De sinople à une grappe de vigne feuillée d'argent, chapé aussi d'argent à deux mouchetures d'hermine de sable. Commentaires : Les mouchetures d'hermine évoquent le blasonnement d'hermine plain de la Bretagne, rappelant l'appartenance passée de la ville au duché de Bretagne. Blason conçu par l'héraldiste Michel Pressensé (délibération municipale du 15 décembre 1970), enregistré le 17 mars 1971. |

### Devise
La devise de Saint-Fiacre-sur-Maine : « Saint-Fiacre au cœur du Sèvre et du Maine ».

## Politique et administration
La mairie de Saint-Fiacre-sur-Maine se situe au centre du village, au 8 place d'Echichens.
| Période                                  | Période         | Identité                          | Étiquette     | Qualité                                                                     |
| ---------------------------------------- | --------------- | --------------------------------- | ------------- | --------------------------------------------------------------------------- |
| Février 1790                             | 15 mars 1793    | Bonaventure Rousseau de la Brosse |               | 1er maire de la commune Capitaine de vaisseau Tué par les insurgés vendéens |
|                                          |                 | Alexis Bonamy                     |               |                                                                             |
|                                          |                 | Baron de Chasteigner              |               | Propriétaire du domaine de la Cantrie                                       |
|                                          |                 | Gouté                             |               | Propriétaire du domaine de la Cantrie                                       |
| 1er décembre 1870                        | mai 1871        | Emmanuel Brosseaud                |               |                                                                             |
| mai 1871                                 | 2 décembre 1871 | Jean-Baptiste Gaudet              |               |                                                                             |
| 3 décembre 1871                          | 22 janvier 1881 | Alexandre Rosier                  |               |                                                                             |
| 23 janvier 1881                          | 17 mai 1884     | Vincent Rambeaud                  |               |                                                                             |
| 18 mai 1884                              | 5 avril 1913    | Auguste Barqua                    |               |                                                                             |
| 6 avril 1913                             | 26 janvier 1935 | Georges Rosier                    |               |                                                                             |
| 27 janvier 1935                          | 15 mai 1937     | Émile Frénée                      |               |                                                                             |
| 16 mai 1937                              | 29 mars 1973    | Geoffroy du Bouays de Couësbouc   |               |                                                                             |
| 30 mars 1973                             | 19 mars 1983    | Paul Bouchaud                     |               |                                                                             |
| 20 mars 1983                             | 22 juin 1995    | Gilles Deloumeau                  |               |                                                                             |
| 23 juin 1995                             | 28 mars 2014    | Jean-Yves Lecoq                   |               |                                                                             |
| 28 mars 2014                             | 25 mai 2020     | Joël Basquin                      | Divers droite | Assistant de vérification à la Chambre Régionale des Comptes (CRC)          |
| 25 mai 2020                              | En cours        | Danièle Gadais                    |               | Professeure d'économie-gestion, ancienne adjointe                           |
| Les données manquantes sont à compléter. |                 |                                   |               |                                                                             |

## Population et société

### Démographie
Selon le classement établi par l'Insee, Saint-Fiacre-sur-Maine fait partie de l'aire urbaine, de la zone d'emploi et du bassin de vie de Nantes. Elle n'est intégrée dans aucune unité urbaine. Toujours selon l'Insee, en 2010, la répartition de la population sur le territoire de la commune était considérée comme « peu dense » : 45 % des habitants résidaient dans des zones « intermédiaires » et 55 % dans des zones « peu denses ».

#### Évolution démographique
L'évolution du nombre d'habitants est connue à travers les recensements de la population effectués dans la commune depuis 1793. Pour les communes de moins de 10 000 habitants, une enquête de recensement portant sur toute la population est réalisée tous les cinq ans, les populations de référence des années intermédiaires étant quant à elles estimées par interpolation ou extrapolation. Pour la commune, le premier recensement exhaustif entrant dans le cadre du nouveau dispositif a été réalisé en 2007.

En 2022, la commune comptait 1 246 habitants, en évolution de +5,06 % par rapport à 2016 (Loire-Atlantique : +6,68 %, France hors Mayotte : +2,11 %).
| 1793 | 1800 | 1806 | 1821 | 1831 | 1836 | 1841 | 1846 | 1851 |
| ---- | ---- | ---- | ---- | ---- | ---- | ---- | ---- | ---- |
| 550  | 416  | 528  | 592  | 585  | 633  | 578  | 598  | 606  |

| 1856 | 1861 | 1866 | 1872 | 1876 | 1881 | 1886 | 1891 | 1896 |
| ---- | ---- | ---- | ---- | ---- | ---- | ---- | ---- | ---- |
| 587  | 603  | 582  | 567  | 572  | 602  | 580  | 530  | 516  |

| 1901 | 1906 | 1911 | 1921 | 1926 | 1931 | 1936 | 1946 | 1954 |
| ---- | ---- | ---- | ---- | ---- | ---- | ---- | ---- | ---- |
| 504  | 523  | 467  | 435  | 420  | 580  | 552  | 574  | 592  |

| 1962 | 1968 | 1975 | 1982 | 1990 | 1999 | 2006  | 2007  | 2012  |
| ---- | ---- | ---- | ---- | ---- | ---- | ----- | ----- | ----- |
| 636  | 651  | 761  | 935  | 935  | 996  | 1 141 | 1 162 | 1 165 |

| 2017  | 2022  | - | - | - | - | - | - | - |
| ----- | ----- | - | - | - | - | - | - | - |
| 1 207 | 1 246 | - | - | - | - | - | - | - |

#### Pyramide des âges
La population de la commune est relativement jeune.
En 2018, le taux de personnes d'un âge inférieur à 30 ans s'élève à 35,4 %, soit en dessous de la moyenne départementale (37,3 %). À l'inverse, le taux de personnes d'âge supérieur à 60 ans est de 21,4 % la même année, alors qu'il est de 23,8 % au niveau départemental.
En 2018, la commune comptait 608 hommes pour 617 femmes, soit un taux de 50,37 % de femmes, légèrement inférieur au taux départemental (51,42 %).
Les pyramides des âges de la commune et du département s'établissent comme suit.
| Hommes | Classe d’âge | Femmes |
| ------ | ------------ | ------ |
| 0,7    | 90 ou +      | 0,5    |
| 5,7    | 75-89 ans    | 7,9    |
| 13,7   | 60-74 ans    | 14,4   |
| 25,1   | 45-59 ans    | 23,4   |
| 18,7   | 30-44 ans    | 19,2   |
| 15,7   | 15-29 ans    | 15,4   |
| 20,5   | 0-14 ans     | 19,2   |

| Hommes | Classe d’âge | Femmes |
| ------ | ------------ | ------ |
| 0,6    | 90 ou +      | 1,8    |
| 6      | 75-89 ans    | 8,6    |
| 15,1   | 60-74 ans    | 16,4   |
| 19,4   | 45-59 ans    | 18,8   |
| 20,1   | 30-44 ans    | 19,3   |
| 19,2   | 15-29 ans    | 17,4   |
| 19,5   | 0-14 ans     | 17,6   |

## Économie
L'économie de Saint-Fiacre-sur-Maine est essentiellement agricole, tournée en grande partie vers la viticulture. Ainsi, plus de 80 % de la superficie de la commune est consacré à la culture de vigne, essentiellement pour la production de muscadet sous l'appellation Muscadet Sèvre-et-Maine. Cela en fait le village le plus viticole de France en surface communale.

## Vie locale
- Marché de Noël : 2e dimanche de décembre
- Randonnee des vendanges : 3e week-end de septembre
- Fête du vin nouveau et feux de la Saint-Jean : époque des vendanges.
- Caves de Saint-Fiacre : visites et dégustation. Maison des vins.
- Brocante : 1er week-end avril.
- Pêche, chasse, promenades.
- La Cantrie (4 ha) : sentier pédestre, aire de pique-nique.

## Jumelages
Saint-Fiacre-sur-Maine est jumelée avec :
- Échichens (Suisse) depuis 1977

De 1960 jusqu'à l'indépendance de l'Algérie en 1962, Saint-Fiacre-sur-Maine était jumelée avec la commune de Damesme, actuel Aïn El Bia.

## Urbanisme

### Typologie
Saint-Fiacre-sur-Maine est une commune rurale, car elle fait partie des communes peu ou très peu denses, au sens de la grille communale de densité de l'Insee.
Par ailleurs la commune fait partie de l'aire d'attraction de Nantes, dont elle est une commune de la couronne. Cette aire, qui regroupe 116 communes, est catégorisée dans les aires de 700 000 habitants ou plus (hors Paris),.

## Lieux et monuments

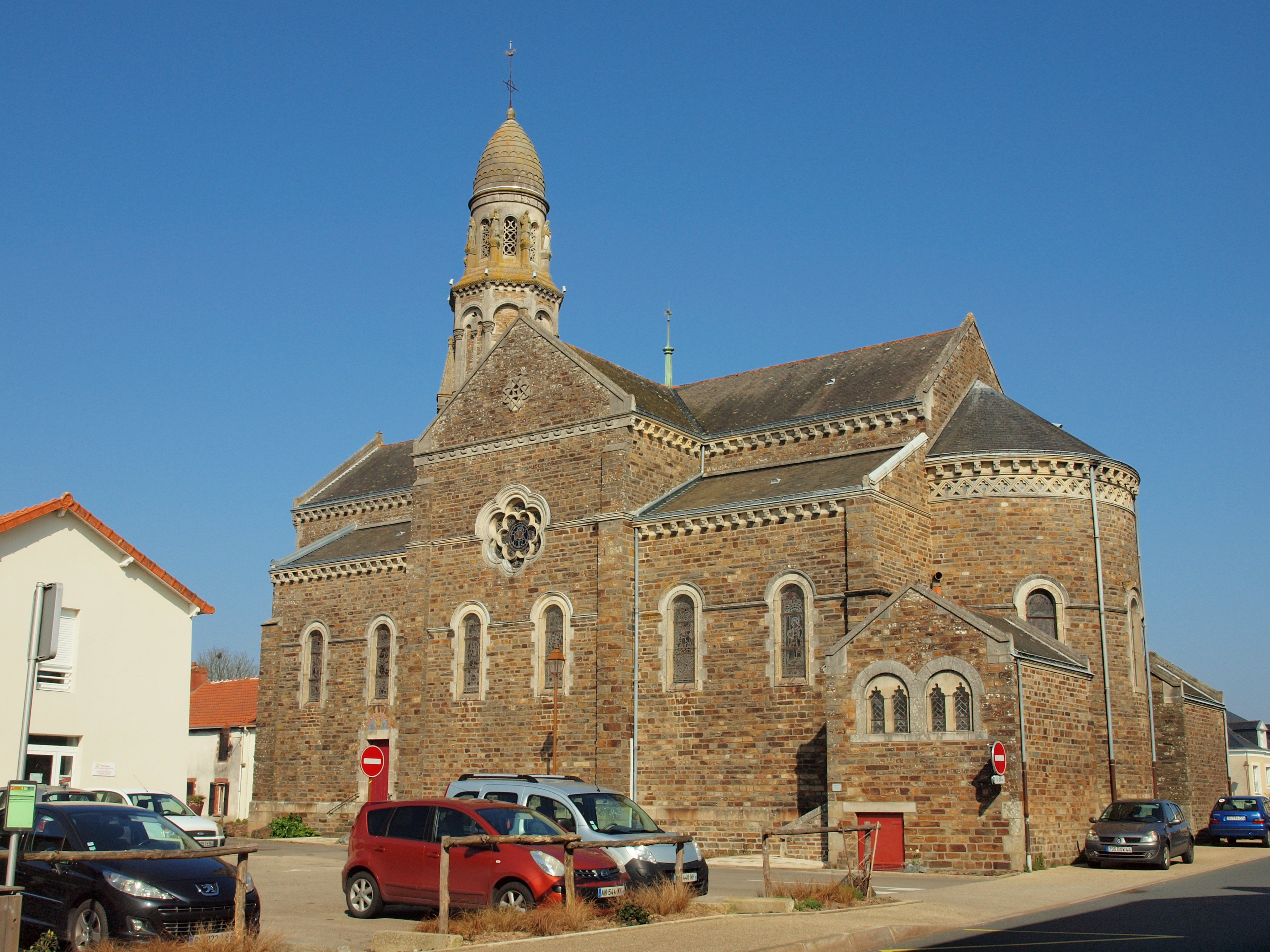
Église Saint-Hilaire
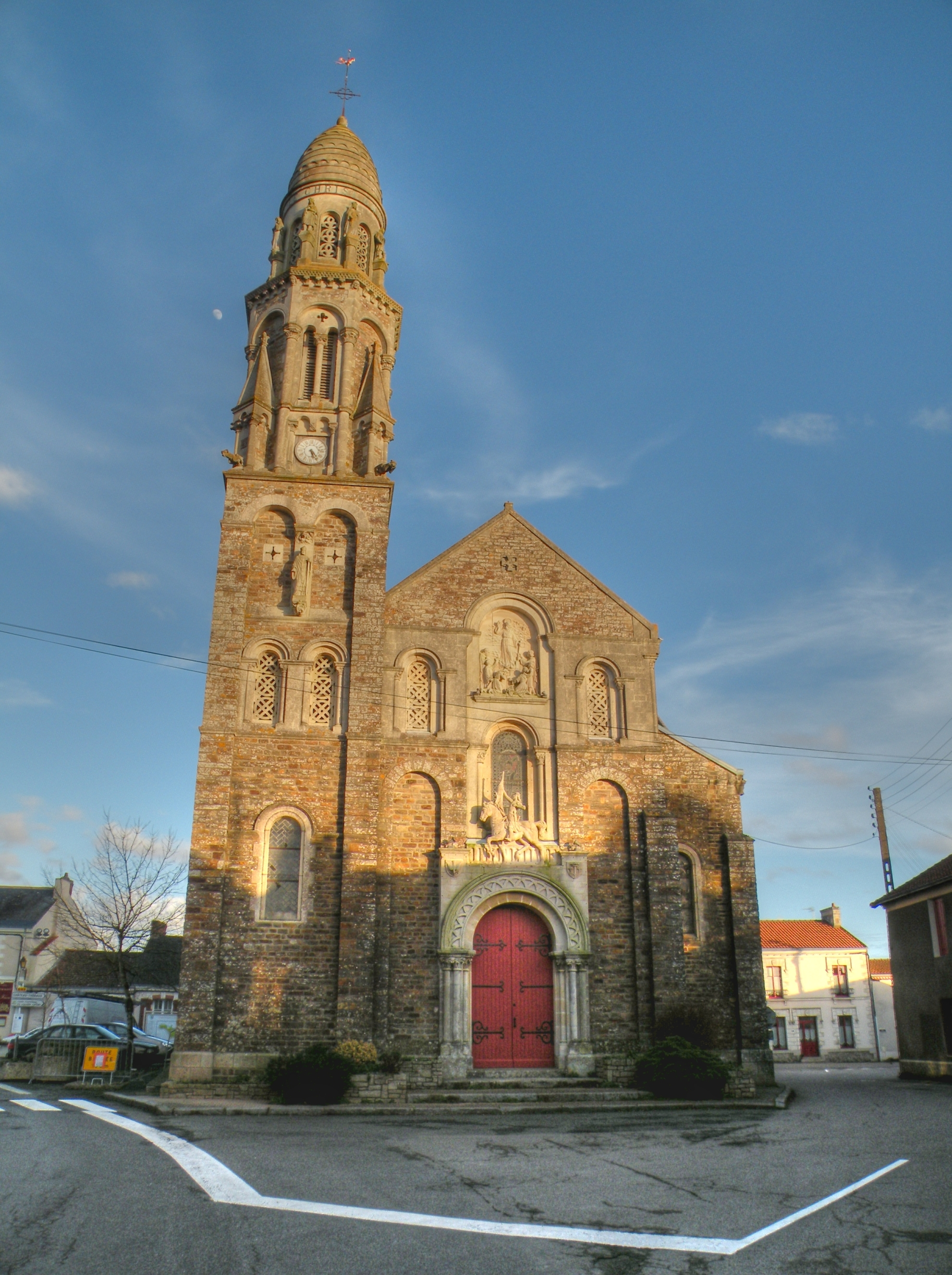
Église Saint-Hilaire
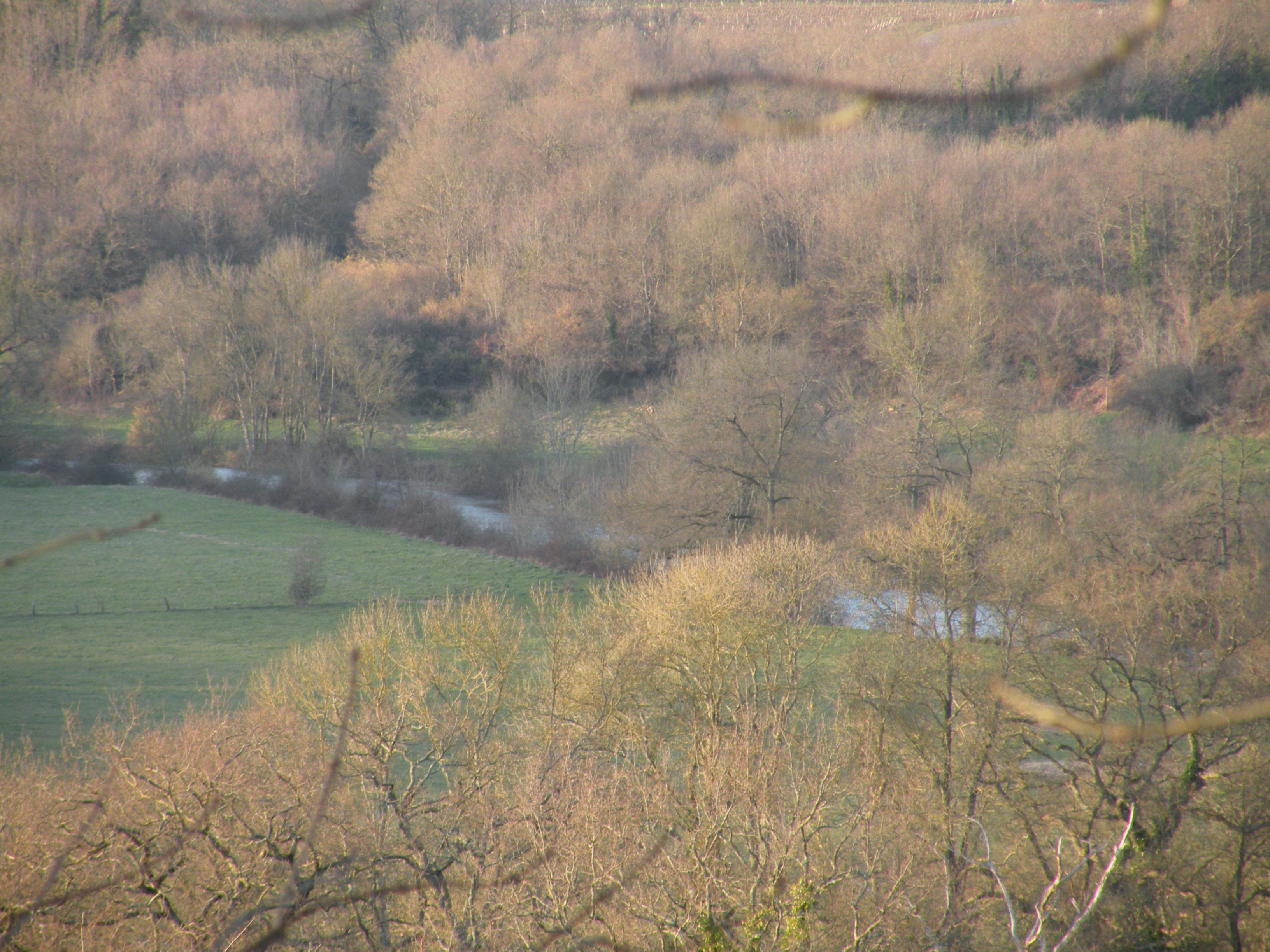
La vallée de la Maine

- L'église Saint-Hilaire du XIXe siècle est l'œuvre de l'architecte Le Dibardier. Elle remplace la première église de Saint-Fiacre-sur-Maine, probablement fondée au XIIe siècle, incendiée en 1794 par les révolutionnaires. De style romano-byzantin, son clocher en forme de tiare sont dus au projet réalisé par M. Bacqua, maire de la commune, a été achevé en 1896. Au-dessus de la porte, une statue de Jeanne d'Arc et un bas-relief de Saint Fiacre (patron des jardiniers). À l'intérieur, on trouve des peintures sur voûte du chœur et un vitrail représentant « Saint-Georges terrassant le dragon », œuvre du maître-verrier Maignen-Cesbon, datant du XXe siècle.
- Tour de Chasseloir du XVe siècle avec souterrain. Le château fut détruit et brûlé pendant la Révolution. Le cellier actuel possède des poutres engoulées par des animaux fantastiques et qui s'appuient sur des sculptures représentant d'un côté les sept péchés capitaux et de l'autre les vertus. Des vitraux rappellent les divinités de la vigne et de la culture et au fond brillent les armes de France et celles des Leloup, premier propriétaire
- La demeure de Saint Fiacre anciennement La Seigneurie de Gras Mouton.
  - Entre 1385 et 1440, André, fils de Jean Le Blant et de Marguerite de Gras Mouton propriétaires de cette seigneurie, lesquels ont déclaré deux moulins sur la Maine, des pêcheries, des écluses à péage, des droits de tiers et de quart sur la vendange de divers clos de vigne blanche, des rentes et des vassaux nobles dans les paroisses de Château-Thébaud et de Maisdon-la-Rivière. Il s'agit d'une juridiction de Haute Justice relevant des Ducs de Bretagne.
  - 1581 : Syre René Nycollon, marchand demeurant au lieu et manoir noble de Grasmouton
  - Un décret du 2 janvier 1674 de la Chambre Royale érige la Seigneurie de Gras Mouton en Cour de Juridiction et que, désormais : « ...Messire Samuel Pantin Chevallier, Seigneur de la Hameliniere Gras Mouton détient pouvoir de Haute, Moyenne et Basse Justice sur ses terres... »
  - Octobre 1730 : Pierre Cailleteau, Chevalier, Seigneur de la Chasseloire et Gras Mouton
  - À la fin du XVIIIe siècle, le sénéchal René Pierre Lenormand du Buisson (1724-1810), propriétaire de la seigneurie et procureur du Tribunal de Nantes, accueille durant l'été sa petite fille Sophie Trébuchet (1772-1821), mère de Victor Hugo.
  - Sous la révolution en 1795-1796, après le soulèvement de la Vendée, le général Hoche lance les armées de la République contre les chouans. C'est le génocide vendéen. La maison noble de Gras Mouton est incendiée et détruite. Les terres, vignes, maisons et métairies sont partagées et vendues en biens nationaux.
  - Entre 1920 et 1940, un négociant nantais dénommé Grégoire entreprend, parcelle par parcelle, la reconstitution du vignoble de la seigneurie.
  - En 2005, Rénovation de la demeure pour la transformer en maison d'hôtes par Thomas Alperstedt et David Ordronneau.
- Château du Coing du XVIIIe / XIXe siècle situé au confluent de la Sèvre et de la Maine. Ce château se caractérise par une architecture de différentes époques, dont les communs sont de pur style italianisant de Clisson dû à l'influence de François-Frédéric Lemot et des frères Cacault.
  - Ce château fut le temoin d'un des plus violents combats livrés dans la région entre Chouans et Républicains en 1793.
  - C'est actuellement un site de production du muscadet, régulièrement médaillé et reconnu, entre autres pour ses millésimes d'exception[réf. nécessaire].
- Parc de la Cantrie : forêt protégée[réf. nécessaire] au bord de la Sèvre, espaces botaniques. Salle de réception, salle d'exposition  avec l'accueil régulier d'artistes. Marché de Noël en décembre.
- Vallées de la Maine et de la Sèvre nantaise. Site du bourg dominant les vallées de la Sèvre Nantaise et de la Maine. Points de vue du bourg. Confluent des deux rivières. Bois.

Autres
- Manoir de la Cantrie : du XVIIe / XIXe siècle, ancienne propriété des familles de Marquès, de Chasteigner, Gouté, Goüin, Deneck, avant de passer au général Eugène Paul Scherer en 1936[26].
- Maisons anciennes.
- Ancien relais de poste : fenêtre Renaissance.
- Four banal de La Métairie. Le four était jadis chauffé aux sarments de vigne.
- Fermes anciennes avec escaliers extérieurs.
- Deux Stades de football en contrebas, salle de sports, terrain de basket-ball, chemins de VTT, deux salles de spectacle, caves à vin.
- Route touristique du vignoble nantais
- Chemin de Saint Jacques de Compostelle
- GR du Pays du Vignoble Nantais

## Personnalités liées à la commune
- Sophie Trébuchet (mère de Victor Hugo) a passé ses vacances à Saint-Fiacre-sur-Maine au Logis des Lenormand-Trébuchet[27].
- Marc Elder (1844-1933), écrivain, Prix Goncourt 1913 avec Le Peuple de la mer, mort à Saint-Fiacre.